# アーネスト・ニューマン
アーネスト・ニューマン（Ernest Newman 1868年11月30日 - 1959年7月7日）は、イギリスの音楽評論家、音楽学者。『ニューグローヴ世界音楽大事典』は彼のことを「20世紀前半において最も名高いイギリスの音楽評論家」と評している。ネヴィル・カーダスら、他の評論家が用いた主観性の強い方法論とは対照的な、彼の知性を駆使して客観性を志向するスタイルはリヒャルト・ワーグナー、フーゴ・ヴォルフ、リヒャルト・シュトラウスに関する著書に表れている。1920年から他界するまでの40年近くにわたって『サンデー・タイムズ』紙で音楽評論家を務めた。

## 生涯

### 若年期
ウィリアム・ロバーツとしてリヴァプールのエヴァートン区に生まれた。ウェールズの仕立て屋であったセス・ロバーツと、彼の2番目の妻であるハリエット（旧姓スパーク）の間の唯一の子であったが、両親のいずれにも初婚時の連れ子がいた。エヴァートンの聖救世主校、リヴァプール・カレッジ、リヴァプール大学で学び、英文学、哲学、美術を修めて1886年に卒業した。正式な音楽教育は受けなかったが、独学で「下手なりに」ピアノを弾くようになり、本を読むように容易く音楽を読み解くことができた。声楽、作曲、和声、対位法を学ぶと、読譜を通じて幅広い分野の音楽に触れるようになった。若きロバーツはインドの公務員としてのキャリアを志したが、健康を害してインドへの居住を考えないようにとの医師の助言を受けてしまった。1889年から1903年の間はバンク・オブ・リヴァプールの事務員を務める。余暇を利用して9つの言語を習得、もしくは部分的に身につけ、音楽、文学、宗教、哲学を題材に数多くの雑誌へ寄稿し、1895年には処女作『Gluck and the Opera』（グルックとオペラ）、1899年には2作目となる『A Study of Wagner』（ワーグナーの研究）を上梓した。
聖公会教徒として育てられたニューマンであったが、大人になると教会を拒絶するようになった。1894年には英国世俗協会へと入会し、会を通じて出会ったジョン・マッキノン・ロバートソンとは生涯の友人となって批評への取り組みに影響を受けた。1897年に著した『Pseudo-Philosophy at the End of the Nineteenth Century』（19世紀末における偽哲学）は不正確で主観的な文筆活動に関する批評である。この著書は『オックスフォード英国人名事典』によると「彼の批評的嗜好の3つの目立った性格である、懐疑主義、弁証法技術、正確性への情熱」を示しているという。彼はこの著作のみヒュー・モーティマー・セシルという筆名で発表しているが、これ以外の全作品にはアーネスト・ニューマンの名前が付されている。彼は自らの題材に対して新しい方法論で取り組もうとする「真剣な新人」（a new man in earnest）であることを示唆すべく、この名前を採用したのであった。彼は法的な改称手続きこそ取らなかったものの、後にニューマンという名前を仕事の場だけでなく私生活でも使用するようになった。1894年にケイト・エレノア・ウーレットと結婚する。音楽に関する初期の論文はグランヴィル・バントックが創刊した『New Quarterly Musical Review』へと書かれた。1903年にはバントックに招かれ、バーミンガム・アンド・ミッドランド研究所音楽学校の教員に加わり、歌唱と音楽理論を指導するようになった。

### 音楽評論
1905年にバーミンガムを離れて『マンチェスター・ガーディアン』紙の音楽評論家となったニューマンであったが、彼は物議を醸す評論家であり、地元の音楽に関する主流派から不興を買うこともあった。ハレ管弦楽団の聴衆が独りよがりであるとして、「事なかれ主義者」や「（芸術の）破壊者」といった言葉で彼らを非難し、指揮者のハンス・リヒターによるプログラムが時代遅れで冒険がないとして酷評、さらに同楽団の演奏水準の低さを批判した。彼はその痛烈さによって仕事を失う羽目に陥り、翌年にはマンチェスターを後にしてサミュエル・ラングフォードが後任に就いた。バーミンガムへ出戻ったニューマンは『バーミンガム・ポスト』の音楽評論家となった。『ガーディアン』紙は後に彼のキャリアのこの時期について次のように評している。「バーミンガムでの彼は絶好調で、毎朝新人の歌手やフィドル奏者について辛口に書き立て、新作を素早く評価し、一方で毎週月曜日の自分の記事を白熱のディベート会場に変えていた。」
バーミンガムでの時期にはリヒャルト・シュトラウス（1908年）、エドワード・エルガー（1906年）、フーゴ・ヴォルフ（1907年）、リヒャルト・ワーグナー（1914年）に関する研究論文を執筆した。中でもヴォルフに関するものは40年以上にわたって英語で書かれた唯一の研究論文で、ドイツ語に翻訳されて出版されるという栄誉に与った。『タイムズ』紙は1914年のワーグナーの文献をこう評する。「彼のこの芸術家へのとてつもなく大きな称賛、並びにこの人物への軽蔑が『人間そして芸術家としてのワーグナー』の中には提示されている。バイロイトの儀式の熱心な信者にとっては癪に障る強力な一冊である。」
最初の妻は1918年にこの世を去った。1919年にかつてミッドランド研究所で音楽の教え子だったヴェラ・ハンズと結婚し、同年にバーミンガムを「非音楽的、そして概して無教養」であると看做したニューマンは、ロンドンへ移住して日曜新聞であった『オブザーバー』紙の音楽評論家となった。かつての彼はロンドンの日刊紙の音楽評論家に求められるような、日課として演奏会へ通うような日々の予定を受け入れることを厭い、ロンドンへ移ることを一切拒否していたが、『オブザーバー』紙は彼が性分に合うと感じざるを得ないような条件を提供したのであった。

### サンデー・タイムズ紙
1年経たぬうちにニューマンはライバル紙の『サンデー・タイムズ』へと引き抜かれた。同紙の音楽評論家としてのニューマンは「1週間の内で興味を引く度合いの高い音楽イベントを取り上げ、それらをまとめて比較的余暇のような空気感でもって論じることが出来た。彼の週刊記事はたちまち全ての音楽愛好家が読んでおくべき大切な特集となった。」1923年に『ニューヨーク・イブニング・ポスト』の客員評論家となった僅かな休止期間を例外とすると、彼は『サンデー・タイムズ』紙に1920年から他界するまでのほぼ40年にわたって留まった。さらに『マンチェスター・ガーディアン』（1919年-1924年）と『グラスゴー・ヘラルド』（1924年-1928年）に週刊の記事をあげており、『ミュージカル・タイムズ』紙にも1910年から1955年の間に執筆していた。その多様な主題はドビュッシー、女性と音楽、エルガー、ブラームス、ベートーヴェンの『不滅の恋人』、バイロイト、リスト、バッハ、バントック、ヴォルフ、シェーンベルク、ロシアのオペラとロシアの国民主義、メトネル、ベルリオーズ、グラナドス、ムソルグスキーに及んだ。1930年からは毎週音楽に関してラジオ出演を行い、『イブニング・スタンダード』紙にスポーツ好きのコラムを寄せた。
ニューマン畢生の大作『The Life of Richard Wagner』は全4巻からなり、1933年から1947年にかけて出版された。1959年に『タイムズ』紙はこの作品を「英語によるワーグナーの標準的伝記として残りそうだ」と判じており、『ニューグローヴ世界音楽大事典』は2009年に「研究により多くのことが新たに明らかになっているにもかかわらず、いまだ本書を凌ぐものはない」とコメントしている。この研究に打ち込む傍ら、ワーグナーの義父であるフランツ・リストに関する書籍（1934年）を執筆する手は止められていた。彼はリストの性格について厳しく批判的で、その姿勢は著作『tarnished his critical integrity』にも見解の偏りとして残ってしまっている。ニューマンが『サンデー・タイムズ』時代に発表した著作には、他に人気を博したシリーズの『Opera Nights』（1944年、期せずして戦時中のベストセラーとなった）、『Wagner Nights』（1949年）、『More Opera Nights』（1954年）があり、これらはアメリカ合衆国では『Seventeen Famous Operas』（1955年）として出版された。
視力の衰えに悩まされ、ニューマンは1958年の秋に『サンデー・タイムズ』への記事執筆の筆を折った。翌年にサリーのタドワースで生涯を終えた。90歳だった。2番目の妻に先立つ格好となった。

## 栄誉と名声
生前の大半の時期、ニューマンは公的な賞を受けることを固辞してしていたが、1956年にフィンランド白薔薇勲章、そして1958年にドイツの大功労十字章の受章を承諾、さらに1959年にエクセター大学から名誉博士号を授かった。1955年には彼の評論家としての50周年を祝して『Fanfare for Ernest Newman』と題した記念論文集が記念品として出版され、ネヴィル・カーダス、フィリップ・ホープ＝ウォレス、ジェラルド・エイブラハム、ウィントン・ディーン、クリストファー・ハッサール、ジャック・ウェストラップらが参加した。
1963年にニューマンの未亡人が夫の回顧録を出版した。この本の書評として、ジャック・ウェストラップは次のように書いている。「彼女の物語はこれといった飾り気もなく夫との40年にわたる期間の日々の暮らしを記録している（中略）ここにあるのは手加減ない勤め人の肖像である。頻繁に不健康にあがき、十分に生計を立てるための決断において頑固で、自ら人生に課したワーグナーという重荷にうめく（中略）かすかに不安な気配がするのは、彼が子ども好きではなかったという事実のみである。」
『音楽と音楽家に関するグローヴの事典』はニューマンについて次のように書いている。
評論家としてのニューマンの目的は、評価という行為における完全なる科学的正確性であった。豊富な読書量、よく整理されたノートのまとめ方、法廷弁論のような議論スタイルはかつて受けた古典文学と哲学の訓練から発展したもので、これらによって彼は目標に大きく近づいた。しかし彼がファンを獲得し続けたのはその文書の陽気な人間性によってであり、それは引き出しの多い彼の知性、洞察力のある判断に、そして同じく彼の生活様式にも反映されている。
死亡記事での賛辞として『オブザーバー』紙はニューマンを次のように評した。「大半の学者とは異なり、ニューマンは無比の音楽ジャーナリストだった。彼の紡ぐ文章の活力、それが明らかにする大きな人間性の感覚、既知と痛烈さ、そして学びが彼を疑問の余地なく同時代における傑出した評論家たらしめたのである 。」

## 著作

### 原著
- 1895年 Gluck and the Opera: A study in Musical History
- 1899年 A Study of Wagner
- 1904年 Wagner
- 1904年 Richard Strauss With a Personal Note by A. Kalisch
- 1905年 Musical Studies
- 1906年 Elgar
- 1907年 Hugo Wolf
- 1908年 Richard Strauss
- 1914年 Wagner as Man and Artist (revised 1924)
- 1919年 A Musical Motley
- 1920年 The Piano-Player and Its Music
- 1923年 Confessions of a Musical Critic (reprinted in Testament of Music, 1962)
- 1923年 Solo Singing
- 1925年 A Musical Critic's Holiday
- 1927年 The Unconscious Beethoven
- 1928年 What to Read on the Evolution of Music
- 1931年 Fact and Fiction about Wagner. A Criticism of "The Truth about Wagner" by P.D.Hurne and W.L.Root
- 1934年 The Man Liszt:' A Study of the Tragi-Comedy of a Soul Divided Against Itself.
- 1933–47年 Life of Richard Wagner. 4 vols.
- 1940年 Wagner (Novello's Biographies of Great Musicians)
- 1943年 Opera Nights
- 1949年 Wagner Nights
- 1954年 More Opera Nights
- 1956–58年 From the World of Music (3 vols)
- 1972年 (ed. Peter Heyworth): Berlioz, Romantic and Classic: Writings by Ernest Newman

### 翻訳
- 1906年 [N.E. 1925] On Conducting by Felix Weingartner
- 1911年 J.S. Bach by Albert Schweitzer
- 1912年 ff. Wagner Libretti: The Flying Dutchman, Tannhauser, The Ring, Tristan, The Mastersingers, Parsifal
- 1929年 Beethoven the Creator by Romain Rolland

## 保管文書
ニューマンがグランヴィル・バントックやエドワード・エルガーに宛てた手紙は、バーミンガム大学のキャドバリー研究図書館に保管されている。

## 関連文献
- Watt, Paul, Ernest Newman: A Critical Biography. Martelsham: The Boydell Press, 2017